# Nappy edges
Pour les articles homonymes, voir Nappy.
nappy edges est un recueil de poésies  et de prose écrit par Ntozake Shange et publié par St. Martin's Press en 1978.
Les poèmes, dont la voix et le style varient, explorent les thèmes de l'amour, du racisme, du sexisme et de la solitude. Troisième recueil de poèmes de Shange, nappy edges a reçu des critiques positives et des éloges ; ainsi, Holly Prado du Los Angeles Times  a déclaré que « Ce recueil de poèmes, de poèmes en prose et d'essais poétiques fusionne la passion personnelle et le langage exacerbé. »

## Structure
Le recueil est divisé en cinq sections de poésie et de prose. La première section, things i wd say, contient un essai introductif sur la nature de la poésie intitulé takin a solo/ a poetic possibility/ a poetic imperative, et est suivie de quatre autres sections : love & other highways, closets, & she bleeds et whispers with the unicorn. Bien que chaque section du volume soit distincte, les poèmes se répondent les uns les autres et couvrent des thèmes similaires.

## Style
Le style de Shange fait partie intégrante de sa poésie au même titre que le contenu. Conformément à l'importance qu'elle accorde à la culture d'une voix personnelle d'écrivain, elle utilise la langue, l'orthographe, la grammaire et le ton pour mettre en valeur ses thèmes. Comme elle le fait dans la plupart de ses poèmes, Shange utilise des barres obliques pour délimiter les clauses, plutôt que des sauts de ligne. Elle choisit également de ne pas utiliser la ponctuation standard, comme les apostrophes, et supprime les lettres de certains mots, choisissant d'écrire « wd » au lieu de « would » par exemple. Tout cela fait partie de son projet de s'exprimer comme elle l'entend, et non comme on l'attend d'elle en raison tant des limites de l'anglais standard que de ceux qui associent la poésie à une manière spécifique et formelle de s'exprimer.
Shange est également très influencée par la musique, en particulier par les artistes de jazz et de blues. Ses poèmes sont lyriques et rappellent parfois le style d'improvisation du jazz. i live in music, par exemple, évoque explicitement l'amour de Shange pour la musique et ne respecte pas un rythme ou un mètre particulier (comme la plupart de ses poèmes). Shange a enregistré une version de i live in music accompagnée par l'ensemble William Goffigan, ce qui démontre à la fois le lien entre ses poèmes et la musique, et la musicalité innée de sa poésie.

## Réception critique
Bien que nappy edges ne soit pas aussi largement lu que for colored girls who have considered suicide/when the rainbow is enuf ou que certains autres ouvrages de Shange, il a été bien accueilli. Roxanne Brown, du New Pittsburgh Courier, l'a qualifié de « tapisserie richement texturée de gaieté et de douleur, tissée par un lyrisme musical de larmes de femmes et de rires de jeunes filles »  Le Los Angeles Times a également écrit que « la poésie, dans ce qu'elle a de plus intense, promet une révélation. Nous ne lisons pas les poètes pour obtenir des informations, mais pour avoir un souffle de compréhension. Il y a beaucoup de révélation dans nappy edges ». Kirkus Reviews a qualifié ce recueil de « livre de poésie énergique et provocateur. Utilisant l'œuvre comme un véhicule pour affronter la vie, Shange donne le sentiment d'un contact immédiat avec un ensemble d'émotions volatiles et expressives. (...) Les préoccupations de Shange restent indissociablement politiques et personnelles, sa musique distinctive, sa méthode d'expression émotionnelle et tempérée par suffisamment d'objectivité pour éviter la rhétorique. Un beau spectacle. »